# Slaget vid Pühhajoggi pass
Slaget vid Pühhajoggi pass var en sammandrabbning mellan svenska och ryska trupper vid Pühhajoggi pass den 17 november 1700. De svenska trupperna var på väg mot det av Ryssland belägrade Narva. Boris Sjeremetjev och ca 5 000 man hade order om att försena den svenska arméns framfart. Sammandrabbningen skedde den 17 november och Sjeremetjev retirerade när det svenska artilleriet anlände.